# Взаємодія Юкави
Взаємодія Юкави —  взаємодія між скалярним {\displaystyle \phi } і діраковим {\displaystyle \psi } полями:
{\displaystyle V\approx g{\bar {\Psi }}\phi \Psi } (для скалярних полів (частинок)) або 
{\displaystyle g{\bar {\Psi }}\gamma ^{5}\phi \Psi } (для псевдоскалярних полів (частинок)).
Взаємодія названа на честь  Хідекі Юкави. 
Взаємодію Юкави можна використовувати для опису сильних ядерних сил між нуклонами (ферміонами), які переносяться піонами (псевдоскалярними мезонами). Взаємодія Юкави також використовується в рамках Стандартної моделі для опису зв'язку між Гіггсовим полем і безмасовими полями кварків та електронів. За допомогою механізму спонтанного порушення симетрії ферміони отримують масу, пропорційну середньому очікуваного значення поля Гіггса.

## Застосування
Дія для мезонного поля φ, що взаємодіє з діраковим ферміонним полем ψ:
{\displaystyle S[\phi ,\psi ]=\int d^{d}x\;\left[{\mathcal {L}}_{\mathrm {meson} }(\phi )+{\mathcal {L}}_{\mathrm {Dirac} }(\psi )+{\mathcal {L}}_{\mathrm {Yukawa} }(\phi ,\psi )\right]=}
{\displaystyle \int d^{d}x\left[{\frac {1}{2}}\partial ^{\mu }\phi \partial _{\mu }\phi -V(\phi )+{\bar {\psi }}(i\partial \!\!\!/-m)\psi -g{\bar {\psi }}\phi \psi \right]}
Останній доданок підінтегрального виразу описує взаємодію Юкави для скалярних мезонів. {\displaystyle g} — константа зв'язку між ферміонами та мезонами в цій теорії.
На класичному рівні така взаємодія описується потенціалом Юкави. Потенціал взаємодії двох скалярних мезонів
{\displaystyle V(r)=-{\frac {g^{2}}{4\pi }}{\frac {1}{r}}e^{-m_{\psi }r}},
дещо схожий на кулонівський. Взаємодія Юкави може бути тільки притягувальною  для всіх частинок. Це пояснюється тим фактом, що частинка Юкави має нульовий спін, а парний спін завжди призводить до притягання. Експонента дає взаємодії скінченний радіус, так що частки на великих відстанях не взаємодіють.